# یودر (اورگن)
یودر (به انگلیسی: Yoder) یک منطقهٔ مسکونی در ایالات متحده آمریکا است که در شهرستان کلاکاماس، اورگن واقع شده‌است.